# Roy Walker (Szenenbildner)
Roy Walker (* 1931 in Tonbridge, Kent, England, Großbritannien; † 6. Januar 2013) war ein US-amerikanischer Artdirector und Szenenbildner, der einen Oscar sowie einen British Academy Film Award (BAFTA Film Award) für das beste Szenenbild gewann sowie zwei weitere Male für den Oscar für das beste Szenenbild nominiert war.

## Leben
Walker begann seine Karriere als Artdirector und Szenenbildner in der Filmwirtschaft Hollywoods 1953 bei dem Film Frauen auf Abwegen (Turn the Key softly) und wirkte bis 2001 an der Herstellung von über vierzig Filmen mit.
Seinen Oscar für das beste Szenenbild gewann er bei der Oscarverleihung 1976 mit Ken Adam und Vernon Dixon für den nach dem Roman Die Memoiren des Junkers Barry Lyndon (1844) von William Makepeace Thackeray entstandenen Film Barry Lyndon (1975) von Stanley Kubrick mit Ryan O’Neal, Marisa Berenson und Patrick Magee.
1984 erhielt er mit Leslie Tomkins und Tessa Davies eine Oscar-Nominierung für das beste Szenenbild in Yentl (1983) von und mit Barbra Streisand mit Mandy Patinkin und Amy Irving in weiteren Hauptrollen.
1985 gewann er den BAFTA Film Award für das beste Szenenbild in dem Anti-Kriegsfilm The Killing Fields – Schreiendes Land (1984) von Regisseur Roland Joffé mit Sam Waterston, Haing S. Ngor und John Malkovich.
Zuletzt war er bei der Oscarverleihung 2000 zusammen mit Bruno Cesari für den Oscar für das beste Szenenbild für den nach dem gleichnamigen Roman von Patricia Highsmith entstandenen Film Der talentierte Mr. Ripley (1999) nominiert, der von Anthony Minghella mit Matt Damon, Gwyneth Paltrow und Jude Law inszeniert wurde.

## Filmografie (Auswahl)
- 1953: Frauen auf Abwegen (Turn the Key softly)
- 1960: Hotel Imperial (Fernsehserie)
- 1963: Strictly for the Birds
- 1968: Oliver
- 1971: Diamantenfieber
- 1977: Sorcerer
- 1980: Shining
- 1983: Yentl
- 1999: Eyes Wide Shut
- 2000: Waterproof
- 2001: Play (Kurzfilm)

## Auszeichnungen
- 1976: Oscar für das beste Szenenbild
- 1985: BAFTA Film Award für das beste Szenenbild